# العلاقات الصينية الفانواتية
العلاقات الصينية الفانواتية هي العلاقات الثنائية التي تجمع بين الصين وفانواتو.

## مقارنة بين البلدين
هذه مقارنة عامة ومرجعية للدولتين:
| وجه المقارنة                                              | الصين                    | فانواتو                                  |
| --------------------------------------------------------- | ------------------------ | ---------------------------------------- |
| المساحة (كم2)                                             | 9.60 مليون               | 12.19 ألف                                |
| عدد السكان (نسمة)                                         | 1.33 مليار               | 276.24 ألف                               |
| الكثافة السكانية (ن./كم²)                                 | 138.54                   | 22.66                                    |
| العاصمة                                                   | بكين                     | بورت فيلا                                |
| اللغة الرسمية                                             | اللغة الصينية القياسية   | اللغة البسلاما، لغة فرنسية، لغة إنجليزية |
| العملة                                                    | رنمينبي                  | فاتو فانواتي                             |
| الناتج المحلي الإجمالي (بليون دولار)                      | 12.24 تريليون            | 862.88 مليون                             |
| الناتج المحلي الإجمالي (تعادل القوة الشرائية) بليون دولار | 19.82 تريليون            | 790.76 مليون                             |
| الناتج المحلي الإجمالي الاسمي للفرد دولار أمريكي          | 8.03 ألف                 | 2.81 ألف                                 |
| الناتج المحلي الإجمالي للفرد دولار أمريكي                 | 13.21 ألف                | 3.03 ألف                                 |
| مؤشر التنمية البشرية                                      | 0.728                    | 0.594                                    |
| رمز المكالمات الدولي                                      | +86                      | +678                                     |
| رمز الإنترنت                                              | .cn، .中国 ‏، .中國 ‏      | .vu                                      |
| المنطقة الزمنية                                           | توقيت الصين، ت ع م+08:00 | ت ع م+11:00                              |

## مدن متوأمة
في ما يلي قائمة باتفاقيات التوأمة بين مدن صينية وفانواتية:
- ترتبط شانغهاي مع بورت فيلا باتفاقية توأمة منذ 1985.[14][14][14][14]

## منظمات دولية مشتركة
يشترك البلدان في عضوية مجموعة من المنظمات الدولية، منها:
| علم المنظمة | اسم المنظمة                        | تاريخ انضمام الصين | تاريخ انضمام فانواتو |
| ----------- | ---------------------------------- | ------------------ | -------------------- |
|             | يونسكو                             | 4 نوفمبر 1946      | 10 فبراير 1994       |
|             | مؤسسة التمويل الدولية              | 15 يناير 1969      | 28 سبتمبر 1981       |
|             | بنك التنمية الآسيوي                | 1986               | 1981                 |
|             | منظمة حظر الأسلحة الكيميائية       | ?                  | ?                    |
|             | مؤسسة التنمية الدولية              | 24 سبتمبر 1960     | 28 سبتمبر 1981       |
|             | منظمة التجارة العالمية             | 11 ديسمبر 2001     | ?                    |
|             | وكالة ضمان الاستثمار متعدد الأطراف | 30 أبريل 1988      | 27 يوليو 1988        |
|             | الاتحاد البريدي العالمي            | ?                  | ?                    |
|             | الاتحاد الدولي للاتصالات           | 1 سبتمبر 1920      | 30 مارس 1988         |
|             | الأمم المتحدة                      | 25 أكتوبر 1971     | 15 سبتمبر 1981       |
|             | البنك الدولي للإنشاء والتعمير      | 27 ديسمبر 1945     | 28 سبتمبر 1981       |
|             | المنظمة الهيدروغرافية الدولية      | ?                  | ?                    |

## وصلات خارجية
- موقع وزارة الخارجية الصينية